# Eilema carbunculosa
Eilema carbunculosa là một loài bướm đêm thuộc phân họ Arctiinae, họ Erebidae.